# 2506 Pirogov
2506 Pirogov је астероид главног астероидног појаса са средњом удаљеношћу од Сунца која износи 2,897 астрономских јединица (АЈ).
Апсолутна магнитуда астероида је 11,9.